# 巴伯尔罗特
巴伯尔罗特是德国莱茵兰-普法尔茨州的一个市镇。总面积4.05平方公里，总人口591人，其中男性288人，女性303人（2011年12月31日），人口密度146人/平方公里。